# Darżyńska Struga
Darżyńska Struga – struga w województwie pomorskim, powiecie słupskim, przepływająca przez tereny gmin Potęgowo i Damnica, stanowiąca prawobrzeżny dopływ rzeki Łupawa w jej środkowym biegu, o długości ok. 12,5 km. Górny i środkowy odcinek strugi jest uregulowany. Zlewnia ma charakter typowo rolniczy. Stwierdzono obecność pięciu gatunków ryb, w tym licznie występującego na całej długości ciernika, i minoga strumieniowego (2005). Woda cieku ma II klasę jakości (2015). Struga jest odbiornikiem oczyszczonych ścieków z oczyszczalni w Potęgowie. Wymienia się ją jako istotną dla regulacji stosunków wodnych na potrzeby rolnictwa.

## Położenie
Struga przepływa przez obszar dwóch gmin: Potęgowo, na znacznej długości, i Damnica – tylko niewielki odcinek ujściowy. Zgodnie z ewidencją gruntów i budynków płynie przez obręby ewidencyjne: Darżyno, Potęgowo, Głuszynko, Głuszyno, Piaseczno i Strzyżyno. Według regionalizacji fizycznogeograficznej Jerzego Kondrackiego jest położona na obszarze mezoregionu Wysoczyzna Damnicka. Mezoregion ten zaliczany jest do typu wysoczyzn młodoglacjalnych w większości o charakterze gliniastym, falistym lub płaskim.
Początek bierze we wsi Darżyno, w okolicy jej północno-wschodnich zabudowań, na wysokości ok. 72,5 m n.p.m. Uchodzi prawobrzeżnie do Łupawy, w jej środkowym biegu, na zachód od wsi Strzyżyno na wysokości ok. 56,7 m n.p.m. W początkowym biegu płynie w kierunku południowo-zachodnim, po czym na wysokości zachodnich zabudowań Darżyna zmienia bieg na północ. W Głuszynku skręca na zachód i płynie tak aż pod Piaseczno. Tam po raz kolejny obiera kierunek południowy nie zmieniając go aż do samego ujścia. W górnym i środkowym biegu płynie wolno uregulowanym korytem, głównie przez pola i nieużytki, w odcinku dolnym – płytką doliną przez lasy, ma na tym odcinku nurt szybszy niż na odcinku górnym i środkowym.

## Hydrologia
Jest to ciek drugiego rzędu (identyfikator hydrograficzny według KZGW – 47436) o długości ok. 12,5 km. W górnym biegu, na wysokości Potęgowa, ciek ma 1,0-1,5 m szerokości i do 0,5 m głębokości. W Głuszynie, w środkowym biegu, szerokość dochodzi do 2 m, przy głębokości od 0,4 do 0,6 m. W Strzyżynie, w biegu dolnym, osiąga szerokość do 3 m i głębokość w zakresie od 0,2 do 0,4 m. Zlewnia o typowo rolniczym charakterze zajmuje powierzchnię ok. 55,6 km². Jej krajowy kod jednolitej części wód powierzchniowych to RW20001747436.

## Geologia
Budowa dna doliny Darżyńskiej Strugi i jej stoków związana w głównej mierze z ostatnią glacjacją. W rejonie Głuszyna, zarówno osady stokowe, jak i wypełniające dno doliny, zalegają na piaskach gliniastych. Na nich, na dnie doliny, leży bruk erozyjny z frakcją kamienistą. Bruk pokrywają osady torfowe o miąższości ok. 25 centymetrów, te z kolei silnie zapiaszczone namuły. Na nich zalega jeszcze ok. 10-centymetrowa warstwa osadów deluwialnych, głównie piasków różnoziarnistych, których horyzontalny sposób ułożenia może oznaczać ich fluwialną genezę. Stok również pokrywają piaski o różnym uziarnieniu. Proces ich powstawania przebiegał dwuetapowo, na co wskazuje obecność wyraźnego stoku kopalnego. Część starsza jest w korelacji z osadami dna doliny, przez co jej wiek można oszacować na subboreał i subatlantyk. Część młodsza datowana jest na okres od średniowiecza, co wskazuje na jej antropogeniczne pochodzenie; klasyfikowana jest jako diamikton rolny.

## Ichtiofauna
W 2005 w wodach cieku stwierdzono obecność pięciu gatunków ryb. W górnym biegu dominował ciernik (Gasterosteus aculeatus). Złowiono także pojedyncze okazy cierniczka północnego (Pungitius pungitius). W środkowym biegu, oprócz wyżej wymienionych, odnotowano pstrąga potokowego (Salmo trutta) i głowacza pręgopłetwego (Cottus poecilopus). W dolnym biegu dodatkowo pojawił się lipień pospolity (Thymallus thymallus), nie zauważono natomiast cierniczka. Dominował pstrąg. W odcinku dolnym odnotowano również minoga strumieniowego (Lampetra planeri). Ten skład gatunkowy, poza cierniczkiem, jest charakterystyczny dla całego, środkowego biegu Łupawy.
Badania przeprowadzone w 2007 wykazały nieprzydatność wód cieku do bytowania ryb łososiowatych. Wskaźnikami decydującymi o nieprzydatności były wartości biochemicznego zapotrzebowania tlenu mierzone w ciągu pięciu dób (BZT5), azotynów i fosforu ogólnego.

## Gospodarka
Właściwy w sprawach gospodarowania wodami jest Regionalny Zarząd Gospodarki Wodnej w Gdańsku. Ciek wymieniony jest w Rozporządzeniu Rady Ministrów z dnia 17 grudnia 2002 r. w sprawie śródlądowych wód powierzchniowych lub części stanowiących własność publiczną jako istotny dla regulacji stosunków wodnych na potrzeby rolnictwa.
Według danych WIOŚ w Gdańsku woda w strudze w 2004 charakteryzowała się IV klasą jakości, zarówno sanitarną, jak i ogólną. Pomiaru dokonano w Głuszynie, w odległości 1,2 km od ujścia. W 2009 roku umiarkowany stan ekologiczny wód pod kątem wskaźnika okrzemkowego i słabszy niż dobry pod kątem zawartości ogólnego węgla organicznego zadecydował o nadaniu III klasy jakości. Stan chemiczny wód był dobry. W 2012 roku wodzie przyznano II klasę, co wynikało również ze stanu fitobentosu (wskaźnik okrzemkowy IO), a także stężenia związków azotu i chemicznego zapotrzebowania tlenu. Stan chemiczny wód nie był badany. Podobna sytuacja była w 2015 roku. Darżyńska Struga jest odbiornikiem oczyszczonych ścieków z oczyszczalni komunalnej w Potęgowie, wykorzystującej mechaniczno-biologiczny sposób usuwania nieczystości. Woda spływająca do cieku charakteryzuje się chemicznym zapotrzebowaniem na tlen (ChZT) rzędu 96% oraz BZT5 – 99%. Zawiesina redukowana jest w 97%.
W górnym i środkowym biegu struga jest uregulowana. Uregulowanie koryta i działania melioracyjne stały się przyczyną obniżenia poziomu wody w strudze i w osadach równiny zalewowej.
W planie gospodarowania wodami na obszarze dorzecza Wisły na lata 2016-2021 nie przewidziano inwestycji znacząco oddziałujących na jednolitą część wód, a głównie działania podstawowe wynikające z konieczności porządkowania systemu gospodarki ściekowej.

## Nazewnictwo
Spotkać można również warianty nazewnicze Głuszynka oraz Darżynka. Nazwa Darżyńska Struga na swoje odzwierciedlenie w niemieckiej Dansiner Bach, widniejącej na przedwojennych mapach topograficznych.